# Дом де Леон
Дом де Леон (фр. Maison de  Léon) — знатный бретонский род, представители которого правили в виконтстве Леон.

## История
Первым достоверно известным основателем дома де Леон стал виконт Эрве I (II). Во время его правления виконтство Леон достигло высшего могущества. В 1139 году Эрве прибыл в Англию с целью поддержать короля Стефана. Стефан женил Эрве на своей внебрачной дочери Сибилле и наградил его титулом графа Уилтшира. Эрве участвовал в гражданской войне против императрицы Матильды на протяжении двух лет, до 1141 года, когда был лишен титула и владений в Англии Матильдой, ставшей английской королевой, после чего ему пришлось вернуться в Бретань.
После смерти Эрве I в 1168 году его преемником стал его старший сын Гиомар III. В 1171 году младший сын Эрве I, Аймон, ставший виконтом Леона, поссорился со своим братом Гиомаром III, а 21 января 1171 года, согласно средневековому хронисту Роберту де Ториньи, был им убит. В 1179 году замок виконтов Леона был захвачен англо-нормандскими противниками его отца. В этом же году Гиомар III скончался.
Захватчики виконтства, герцог Бретани Жоффруа II Плантагенет и его отец король Англии Генрих II Плантагенет позволили сыновьям Гиомара, Гиомару IV и Эрве II (III) получить некоторые владения их отца. Гиомару IV досталось одиннадцать имений. Больше упоминаний о братьях у хронистов не упоминается. Их сестра Жанна вышла замуж за Эда II, графа де Пороэт, и ставшего впоследствии герцогом Бретани.
В мае 1231 года упоминается некий Гиомар, принесший оммаж королю Франции Людовику IX. 7 июня 1254 года упоминается виконт Леона Эрве III (IV), который скончался в 1264 или 1265 году. Его сыном был Эрве IV (V), упоминаемый в сентябре 1273 года. 
Сестрой последнего была Эми де Леон, которая вышла замуж за сеньора де Динан Ролана III. В октябре 1276 года Ролан продал приданое своей жены герцогу Бретани Жану I. Эрве IV имел единственную дочь, также по имени Эми, мужем который был Прижен де Коэтмен, виконт де Тонкедек. 7 июня 1298 года Прижен продал и свою часть виконтства, сыну Жана I, Жану II, наследовавшему своему отцу в Бретани. В то время Эрве IV был еще жив, но после его смерти виконтство Леон окончательно перешло к герцогам Бретани.

## Генеалогия
I. Эрве I (II) (ум. 1168) — виконт Леона и граф Уилтшир
II. Гиомар III (ум. 1179) — виконт Леона
III. Гиомар IV (ум. после 1179) — виконт Леона
III. Эрве II (III) (ум. после 1179) — виконт Леона
I. Гиомар V (ум. после мая 1231) — виконт Леона
I. Эрве III (IV) (ум. 1264/1265) — виконт Леона
II. Эрве IV (V) (ум. после 7 июня 1298)) — виконт Леона
III. Эми (ум. после октября 1276); муж — Прижен де Коэтмен (ум. после 1300), виконт де Тонкедек
II. Эми (ум. после 7 июня 1298); муж — Ролан III де Динан (ум. после 1 мая 1303), сеньор де Динан